# Посольство Мексики в Україні
Посольство Мексиканських Сполучених Штатів в Києві — офіційне дипломатичне представництво Мексики в Україні, відповідає за підтримку та розвиток відносин між країнами.

## Історія дипломатичних відносин
Мексика визнала незалежність України 25 грудня 1991 року. 14 січня 1992 року було встановлено дипломатичні відносини між Україною та Мексикою. У листопаді 2000 року відкрито Почесне консульство Мексиканських Сполучених Штатів у Києві. Посольство Мексики в Україні функціонує з червня 2005 року. Спочатку посольство працювало за адресою: 01004, Київ, Крутий узвіз, 6/2. Згодом переїхало в нове приміщення за адресою: 03150, Київ, Василя Тютюнника, 5-В, 1-й поверх, офіс 154.
Знаходиться за адресою 01021, Київ, Кловський узвіз, 7, 15-й поверх, офіс 23.
Посольство призупиняло роботу після початку повномасштабного вторгнення РФ до України. 3 січня 2024 року посольство відновило роботу.

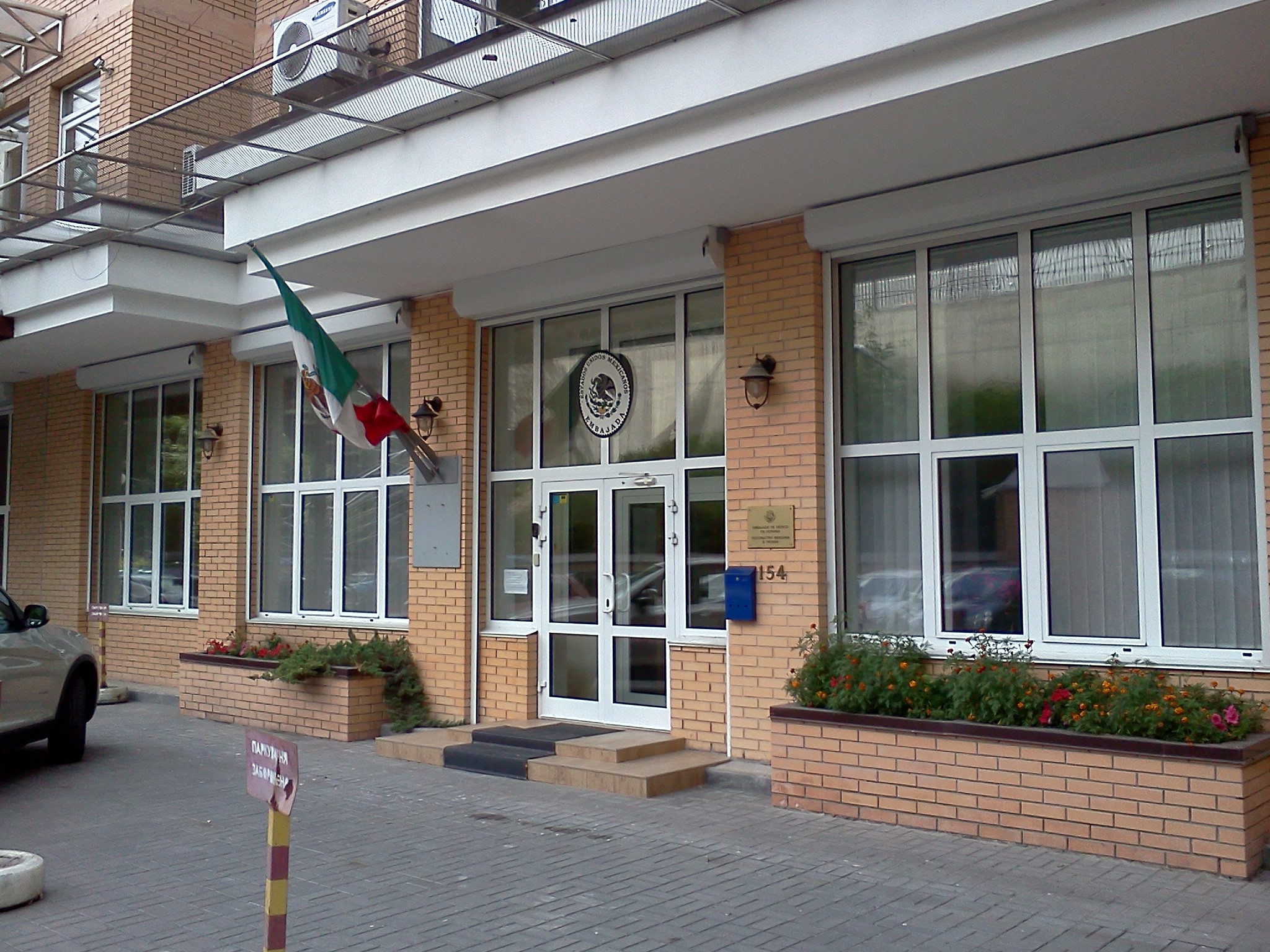
Василя Тютюнника, 5-В, 1-й поверх, офіс 154

## Посли
1. Франсіско Хосе Крус Гонсалес (2001[3]-2005), за сумісництвом
2. Сесар Оскар Окаранса Кастаньєда (2005—2009) т.п.[4][5]
3. Беренісе Рендон Талавера (2009—2014)
4. Марія Луїза Беатріс Лопес Гаргальйо (2014—2019)[6]
5. Ольга Беатріс Гарсія Гійен (2019—2024)[7].
6. Ауденсіо Контрерас Гонсалес (2024-)[8]